# Ústřední telekomunikační budova
Ústřední telekomunikační budova (ÚTB), dříve nazývaná podle zde sídlících společností Telecom, budova O2 Czech Republic a CETIN, někdy přezdívaná Mordor či Štrougalova věž, byl komplex budov a výškové věže v Praze 3 – Žižkově / Olšanech, stojící poblíž Nákladového nádraží Žižkov, v sousedství Olšanských hřbitovů. Její předchůdkyní byla asi 2 km daleko stojící prvorepubliková budova Městské telefonní ústředny (označovaná zkratkou MMTÚ).
Osmnáctipodlažní komplex ve stylu high-tech a brutalismu vznikl v 70. letech 20. století. Funkčně nahradil již nedostačující telefonní ústřednu ve Fibichově ulici, se kterou je propojený dvoukilometrovým podzemním kolektorem. Pracovalo zde až 2 500 zaměstnanců, zejména spojovatelek. S postupující modernizací komunikačních technologií a snižujícími se prostorovými nároky na jejich provoz však Ústřední komunikační budova postupně zůstala z velké části nevyužitá. Správce telekomunikační infrastruktury (od roku 2015 společnost CETIN) budovu jako své administrativní sídlo opustil v roce 2020, většina jeho zaměstnanců i technologií byla přesunuta jinam. Nový majitel, společností Central Group, komplex v roce 2024 zboural a připravuje zde novou zástavbu.

## Historie

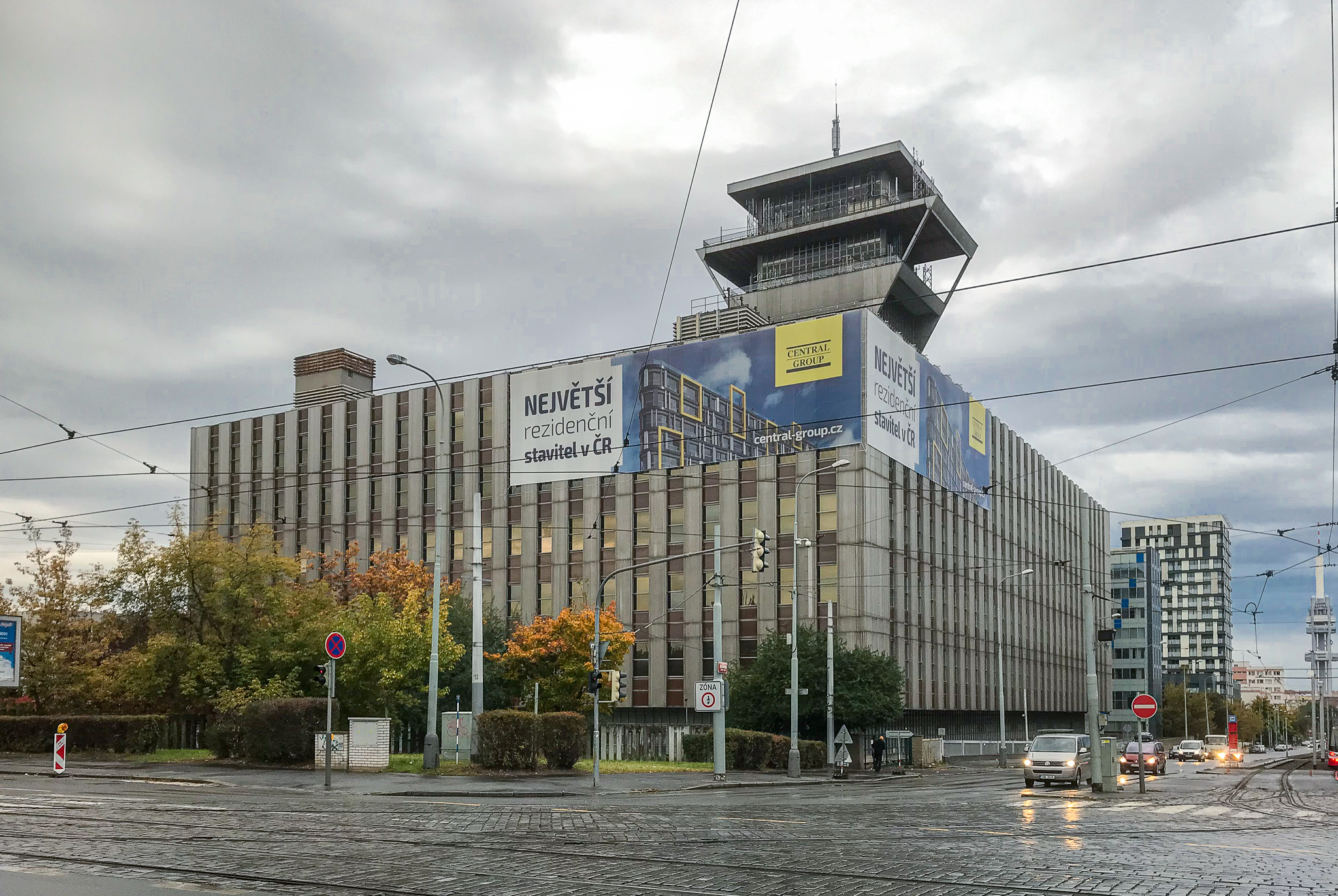
ÚTB v roce 2021

### Výstavba a otevření
Ústřední telekomunikační budova byla postavena v letech 1972 až 1979. Slavnostní otevření proběhlo 3. ledna 1980 za účasti dlouholetého premiéra Lubomíra Štrougala a ministra Vlastimila Chalupy. Se svými 85 metry (nejvyšší bod 96 m), 18 podlažími a 72 tisíci metry užitné plochy byla tehdy největší budovou v Československu co do obestavěného prostoru. Budova byla v té době největší telekomunikační budovou v Evropě. Co se technického vybavení týče, patřila ke světové špičce. Od začátku zde byly používány technologie švédské firmy Ericsson. Ve své době byla považována za předimenzovanou. Stála 1,5 miliardy tehdejších československých korun.
Pracovalo zde až 2500 pracovníků. Z tohoto počtu zde bylo přibližně 1000 spojovatelek. Pro zaměstnance byl uvnitř například kinosál, několik bufetů a odpočívárny.

### Provoz
Od 90. let 20. století budova sloužila jako sídlo firem SPT Telecom, následně Telefónica O2 Czech Republic. Na začátku roku 2017 odkoupil od skupiny PPF celou parcelu developer Central Group. Bylo to především kvůli zdejším lukrativním pozemkům. Cena tohoto kontraktu byla 660 milionů korun. Firma CETIN zde přestala působit v roce 2022, poté se budova bourá. Její údržba je totiž velmi nákladná a budovy a jejich vybavení je zastaralé.[zdroj?] Většina zaměstnanců se z komplexu začala přesouvat v roce 2017.

### Plán demolice

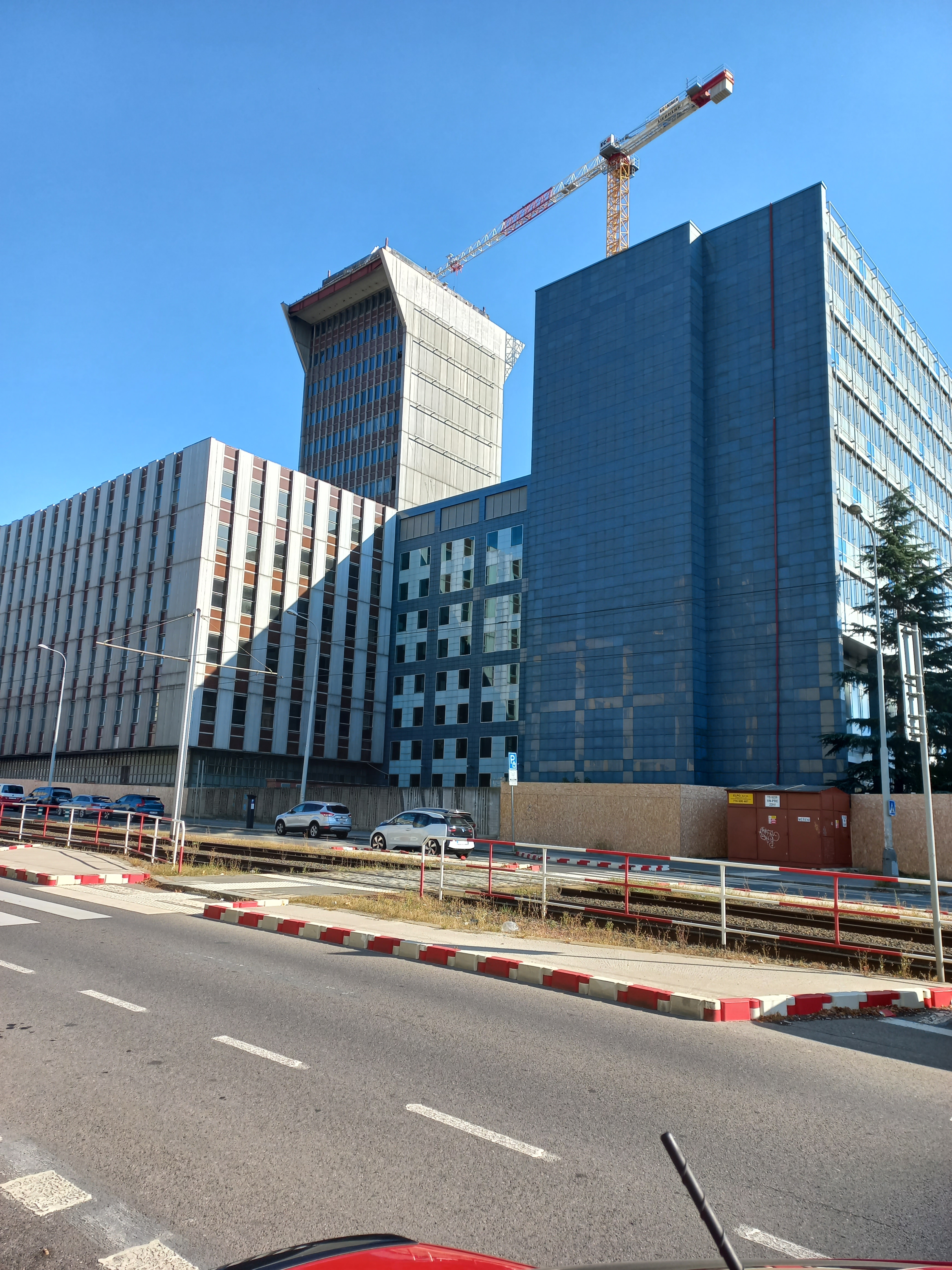
Demolice věže ÚTB (stav září 2023)

Budova by měla být v budoucnu nahrazena projektem zvaný Centrum Nového Žižkova, jež bude investovat Central Group. Skupina vypsala na nový především rezidenční, ale i komerční komplex architektonickou soutěž, kterou na jaře 2019 vyhrála Eva Jiřičná, která se při navrhování spojila s architektonicko-inženýrskou společností Arup z Londýna. Bude se skládat z věží, jež budou vysoké přibližně 80 a 100 metrů, a z nového bloku budov.
Developer počítá pro demolici s náklady v řádu stovek milionů korun, práce by podle jeho plánu měly trvat rok a půl. Společnost však čekala na změnu územního plánu. (Od srpna 2020 byla proto část komplexu nabídnuta k pronájmu.)
Věž se začala bourat v roce 2023, vlastní budova v roce 2024.

## Účel budovy

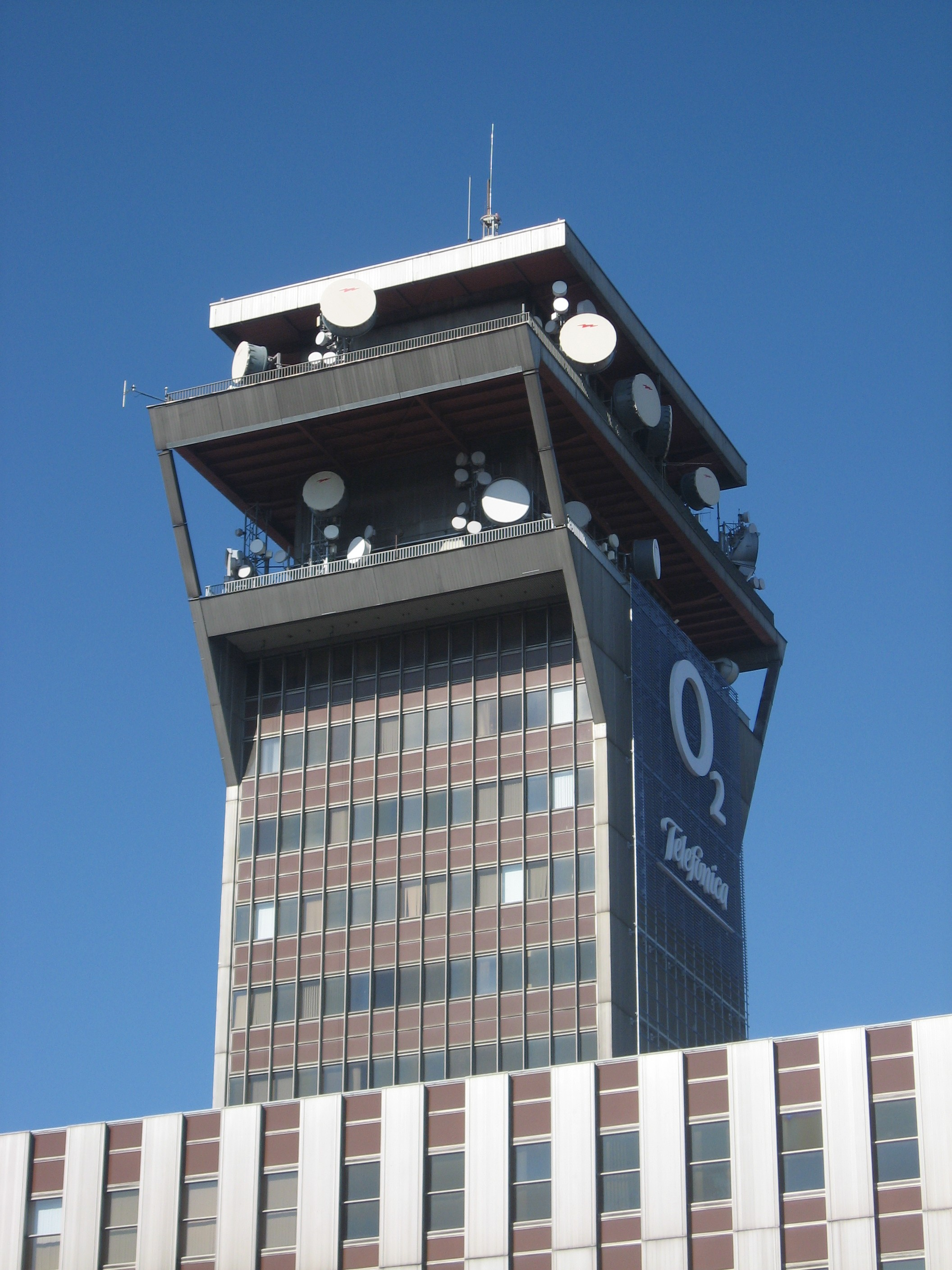
Detail věže

Budova byla vystavěna zejména jako náhrada za již kapacitně nedostačující mezinárodní ústřednu ve Fibichově ulici, odkud byly do ÚTB veškeré linky přeloženy. Aby se vůbec budovy daly napřímo propojit, byl pod Prahou proražen 2 km dlouhý tunel, který je používán dodnes. I tento ražený hloubkový kolektor samotný je úctyhodné stavební dílo.
Od výstavby sloužila jako technické zázemí pro telekomunikace, od roku 2017 pod firmou CETIN. Ta zde zaměstnávala přibližně 900 lidí (2017). 1. ledna 2020 přesunula společnost Cetin své sídlo do nové budovy v Libni.

### Televizní vysílač
|        | Multiplex    | Kanál | Kmitočet | Výkon [kW] | Polarizace |
| ------ | ------------ | ----- | -------- | ---------- | ---------- |
| DVB-T2 | Multiplex 24 | 42    | 642 MHz  | 10         | vertikální |

### Rozhlasový vysílač
|    | Stanice     | Kmitočet | Výkon [kW] | Polarizace |
| -- | ----------- | -------- | ---------- | ---------- |
| FM | Dance Radio | 89,0 MHz | 0,199      | vertikální |

## Popis
Dominantou celého areálu byla radioreléová osmnáctipatrová telekomunikační věž. Měřila 85 metrů, přičemž anténa sahala do výšky 96 metrů.

### Opláštění
Původní opláštění většiny ploch komplexu budov, které bylo ze speciálně vyvinutého kovoplastického modulového pláště na bázi hliníkových eloxovaných profilů a skleněných výplní, bylo při rozsáhlé rekonstrukci pláště (výměny se dočkalo opláštění v rozsahu 5500 m2) v letech 1998 a 1999 nahrazeno rastrovým systémem s výhradně pevným čirým zasklením. Neprůhledné části opláštění jsou tvořeny tepelněizolačním panelem s vnějším smaltovaným kaleným sklem bílé a modré barvy. Zbytek původního opláštění byl ze suchého kamenného obkladu z přírodního travertinu kotveného na ocelový modulový plášť.

## Umělecká díla
V rámci výstavby bylo povinně 15 mil. Kčs vyčleněno na výtvarné realizace, v budově se tedy nacházelo větší množství uměleckých děl. Šlo mimo jiné o bronzovou sochou Posla sochaře Stanislava Hanzíka, kolekci dvanácti medailonů znázorňujících vývoj doručování zpráv od keramika Pravoslava Rady, tapisérii malíře Aloise Fišárka, keramickou plastiku Marty Taberyové, ženskou figuru Hojnost od dřevořezbáře Václava Markupa, obří gobelín s obrysem motýla od textilní návrhářky a malířky Alice Kuchařové, monumentální olejové a akrylové obrazy Stanislava Ježka a Magdaleny Cubrové, velkorozměrnou vitráž s motivy Prahy a Bratislavy vytvořenou broušením a rytím od sklářského umělce Ivana Kolmana, minimalistický skleněný objekt sochařů Jiřího Bárty a Vladimíra Jelínka, nebo barevnou vitráž Kosmos malíře Jana Baucha. Jednu z dělicích stěn jídelny vyzdobily keramičky Lydie Hladíková, Děvana Mírová a Marie Rychlíková, dekorativní mříž opticky oddělující prostor haly od schodiště zhotovil Gustav Semerák, Arnošt Paderlík navrhl monumentální geometrickou strukturu z leštěné nerezové oceli ve volném prostoru nad schodiště. Ve veřejně přístupné části komplexu byla fontána s futuristickou sochou Návrat z kosmu sochaře Rudolfa Svobody.
V recepční části budovy se nacházela původní mozaika z roku 1980 nazvaná Člověk dobývající nové horizonty vesmíru. Celkem 4 metry vysoké a 9 metrů široké umělecké dílo zobrazovalo muže a ženu na pozadí vesmíru, inspirací byl motiv ze sondy Pioneer 10. V době vzniku stála mozaika 542 tisíc Kčs, byla zdobena zlatem či československými smalty. Autorem byl Ital Sauro Ballardini, který navrhl také například mozaiku v pražské stanici metra Florenc.
Poté, co budovu převzala firma O2, začala většina uměleckých děl mizet, když společnost chtěla změnit budovu na moderní korporátní prostředí. Např. Ballardiniho mozaika byla překryta sádrokartonovou zdí s reklamním plakátem. Svobodova fontána byla zrušena a vyvezena coby stavební suť na skládku v Plzni, kde se její zbytky podařilo zachránit. Před demolicí komplexu společností Central Group byla Ballardiniho mozaika jako jediné umělecké dílo z komplexu odborně sejmuta a má být přesunuta do jiné budovy.

## Galerie

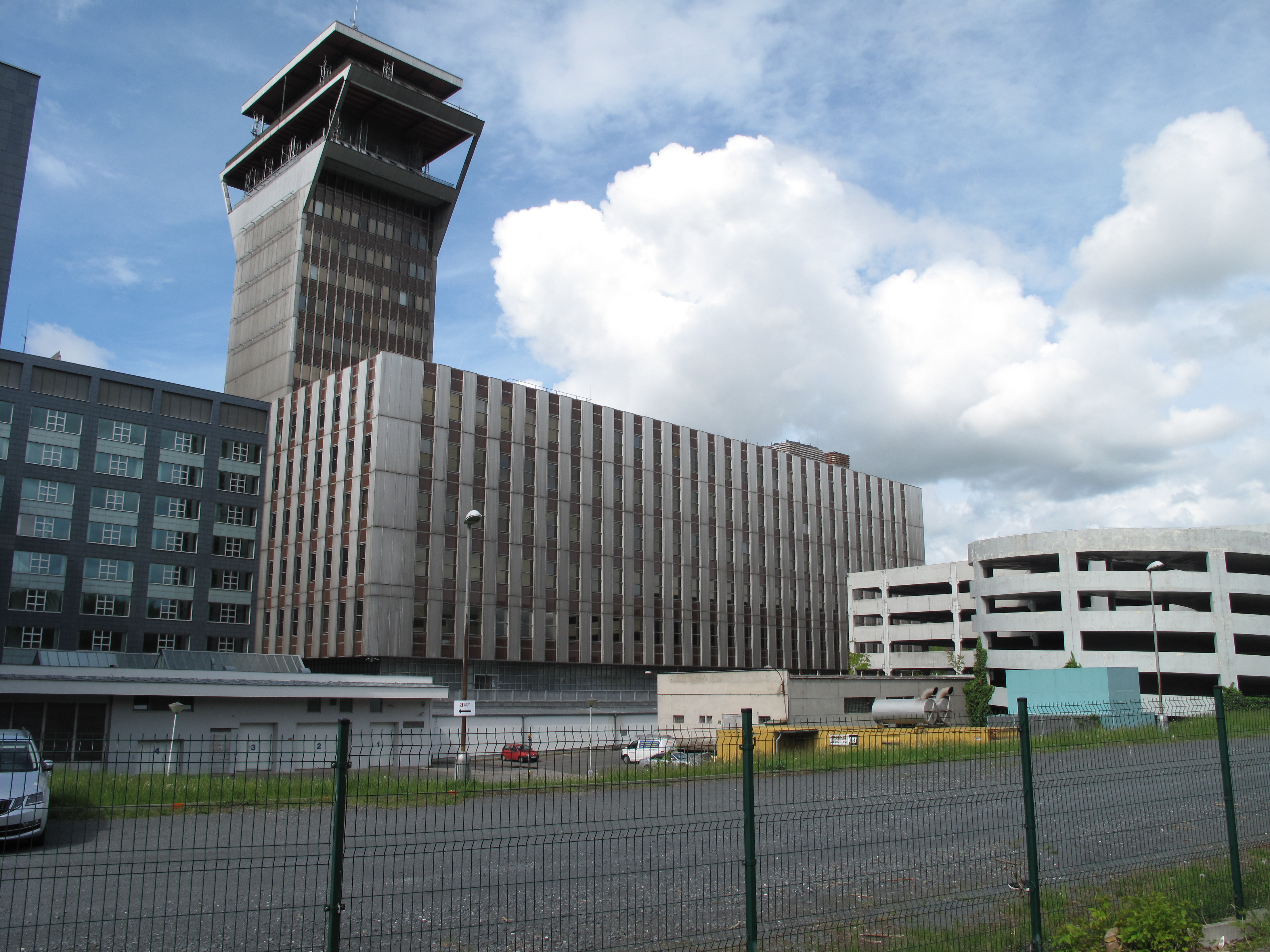
Pohled na všechny tři části budovy. Vlevo nově opláštěná část, vpravo původní opláštění a věž; zcela vpravo nové garáže
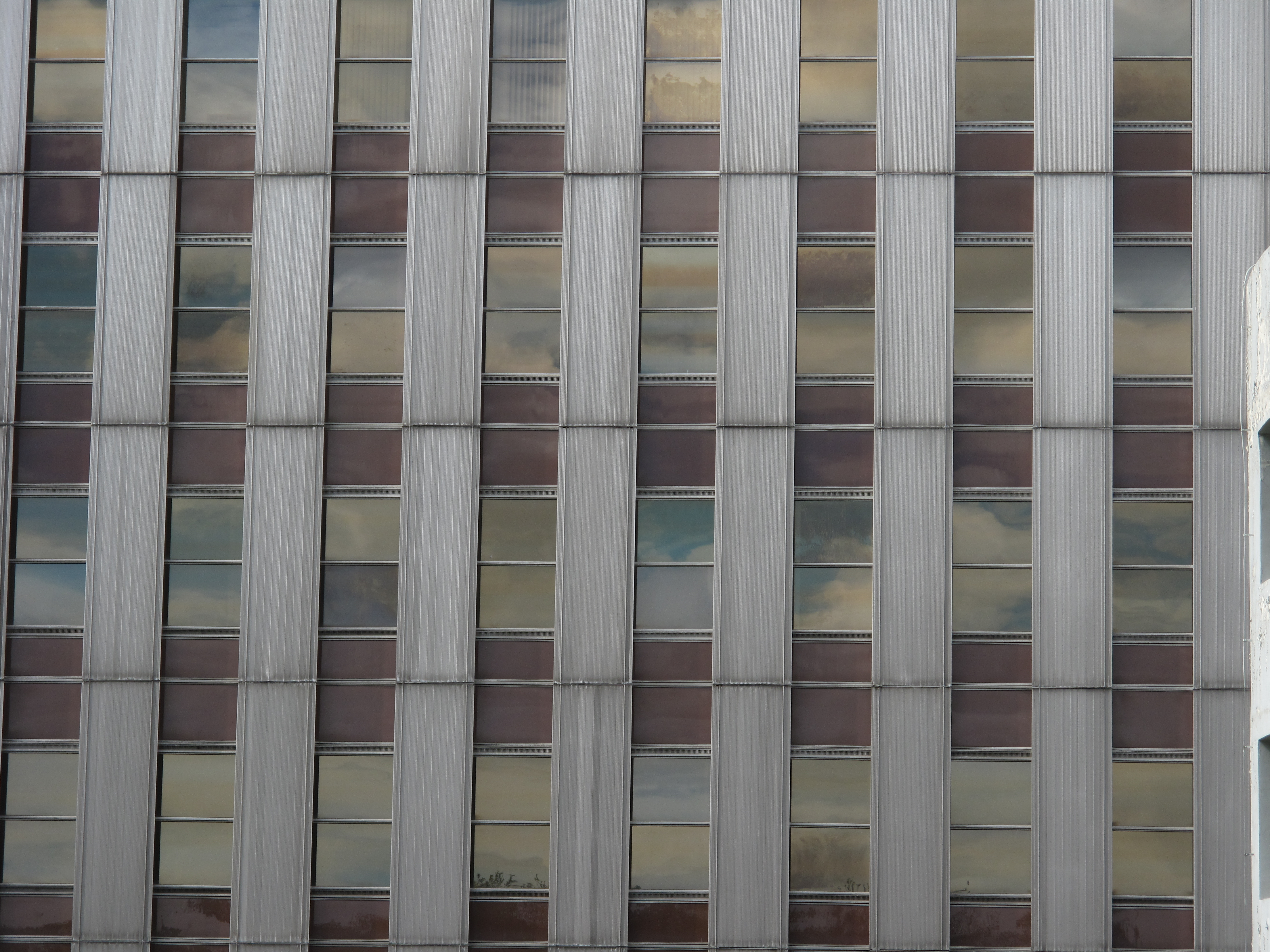
Fasáda staršího opláštění
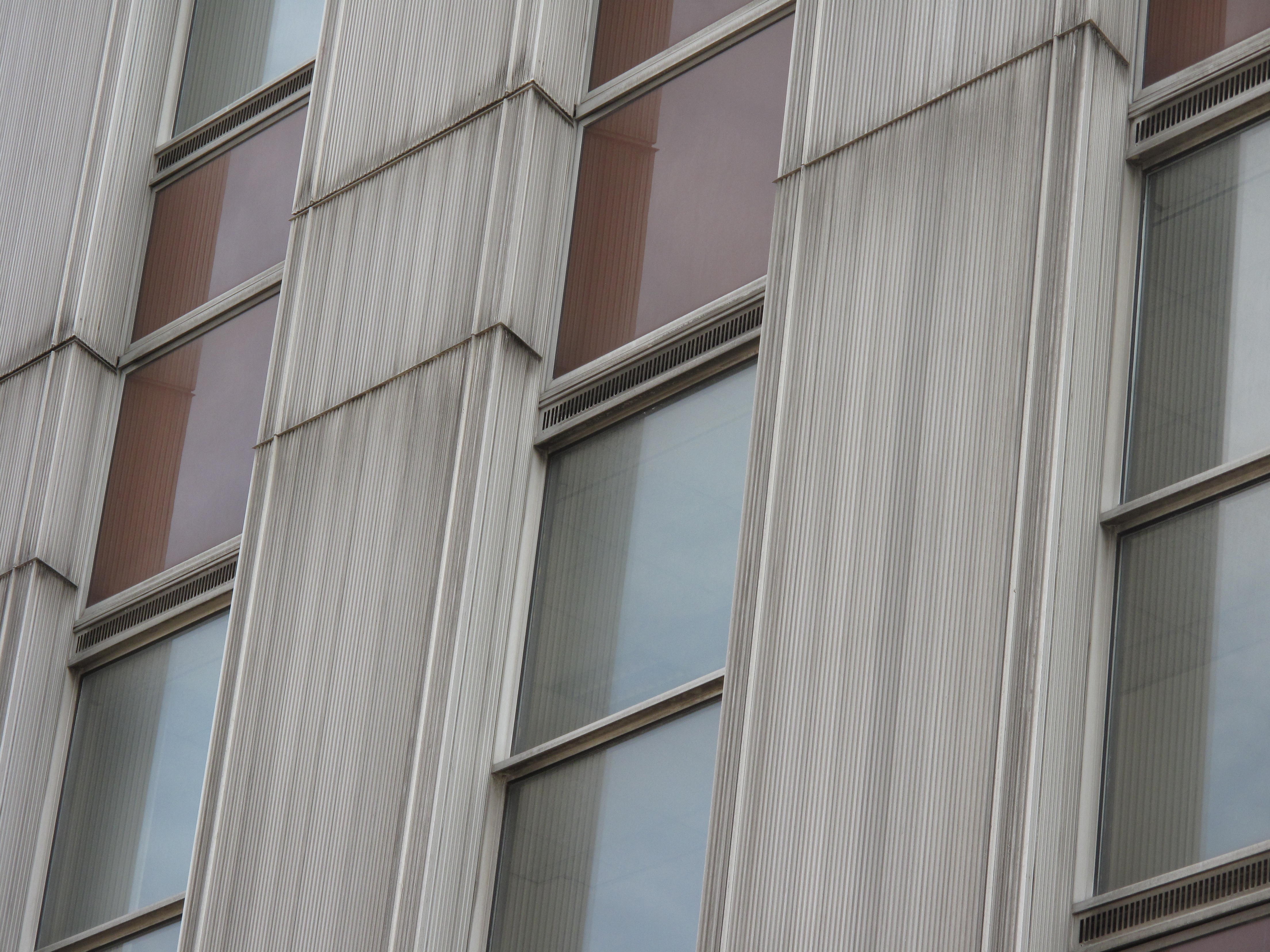
Členění fasády, vystouplé vetikály pokryté eloxovaným hliníkem
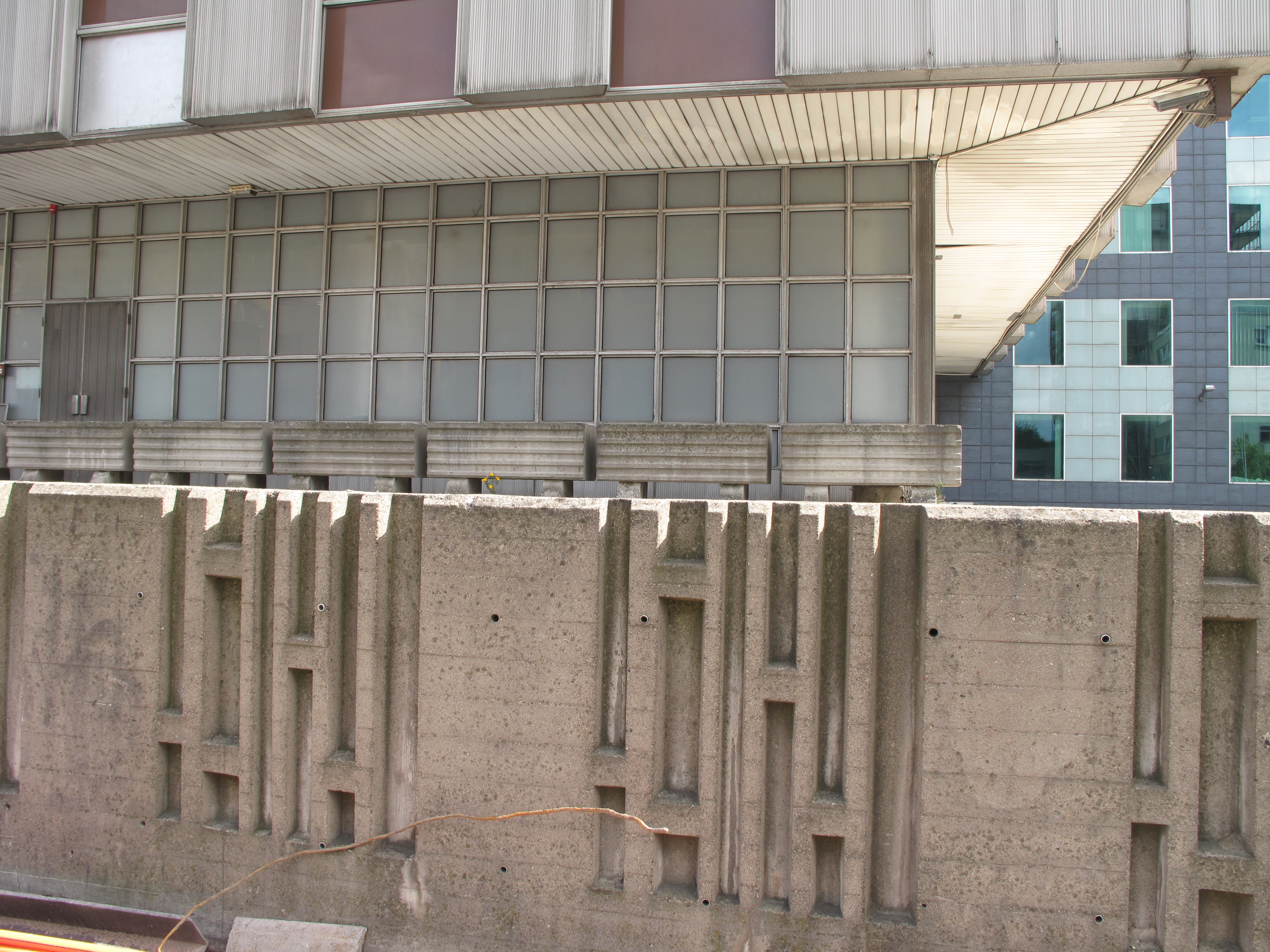
Spodek východní části s hliníkovými dveřmi, okny, betonovými truhlíky a betonovým plotem s reliéfem
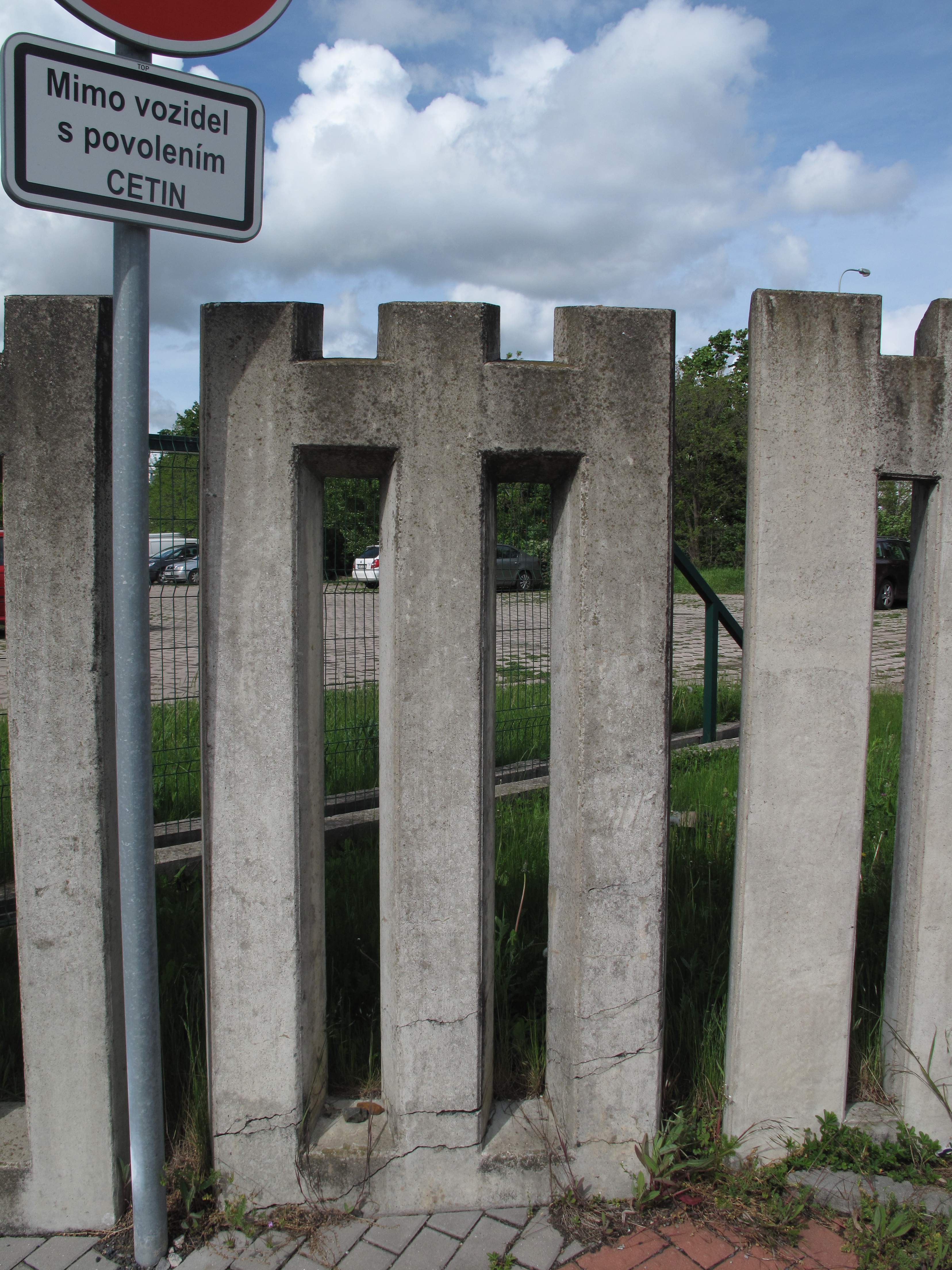
Betonový plot
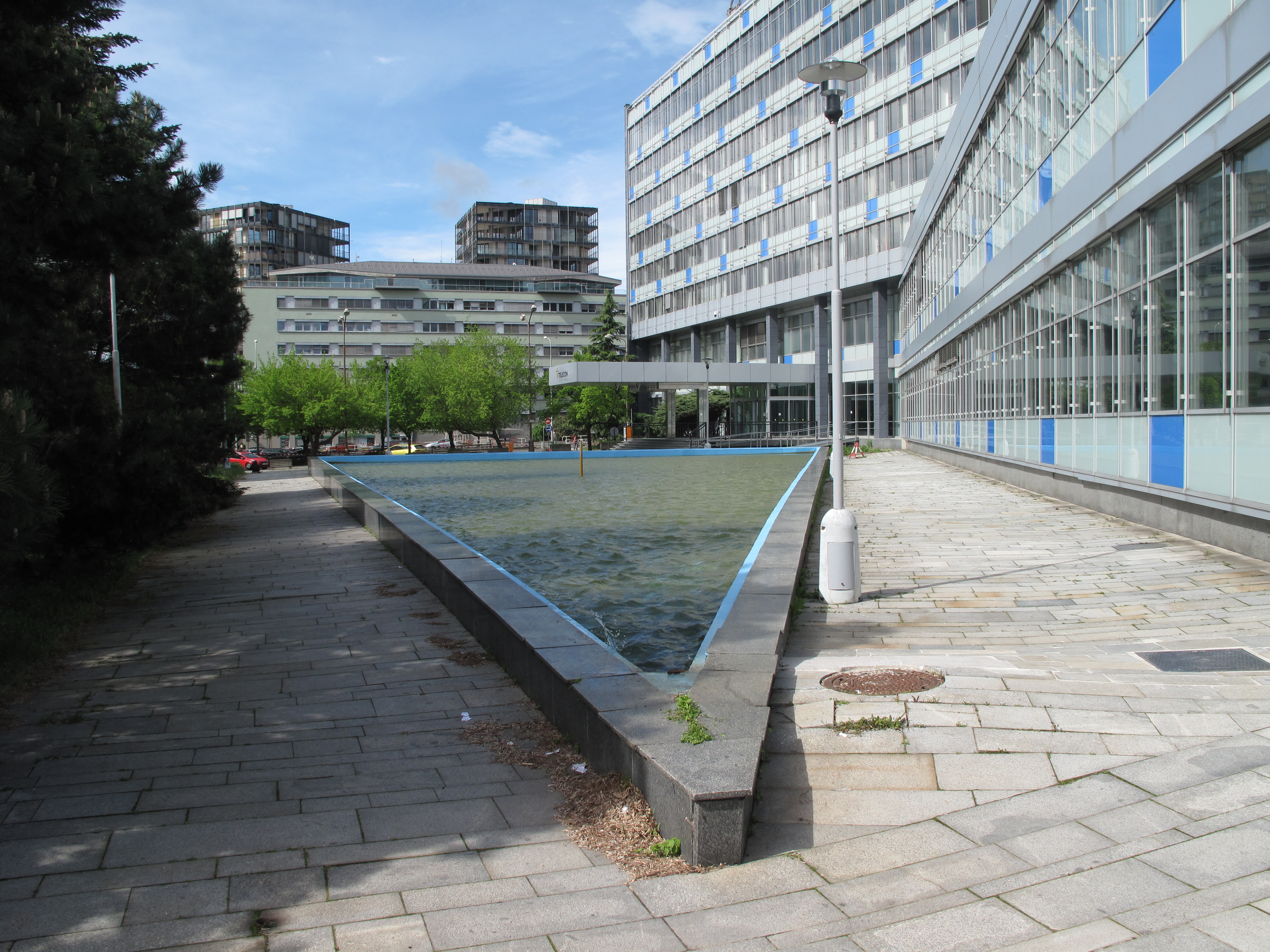
Fontána před západní částí
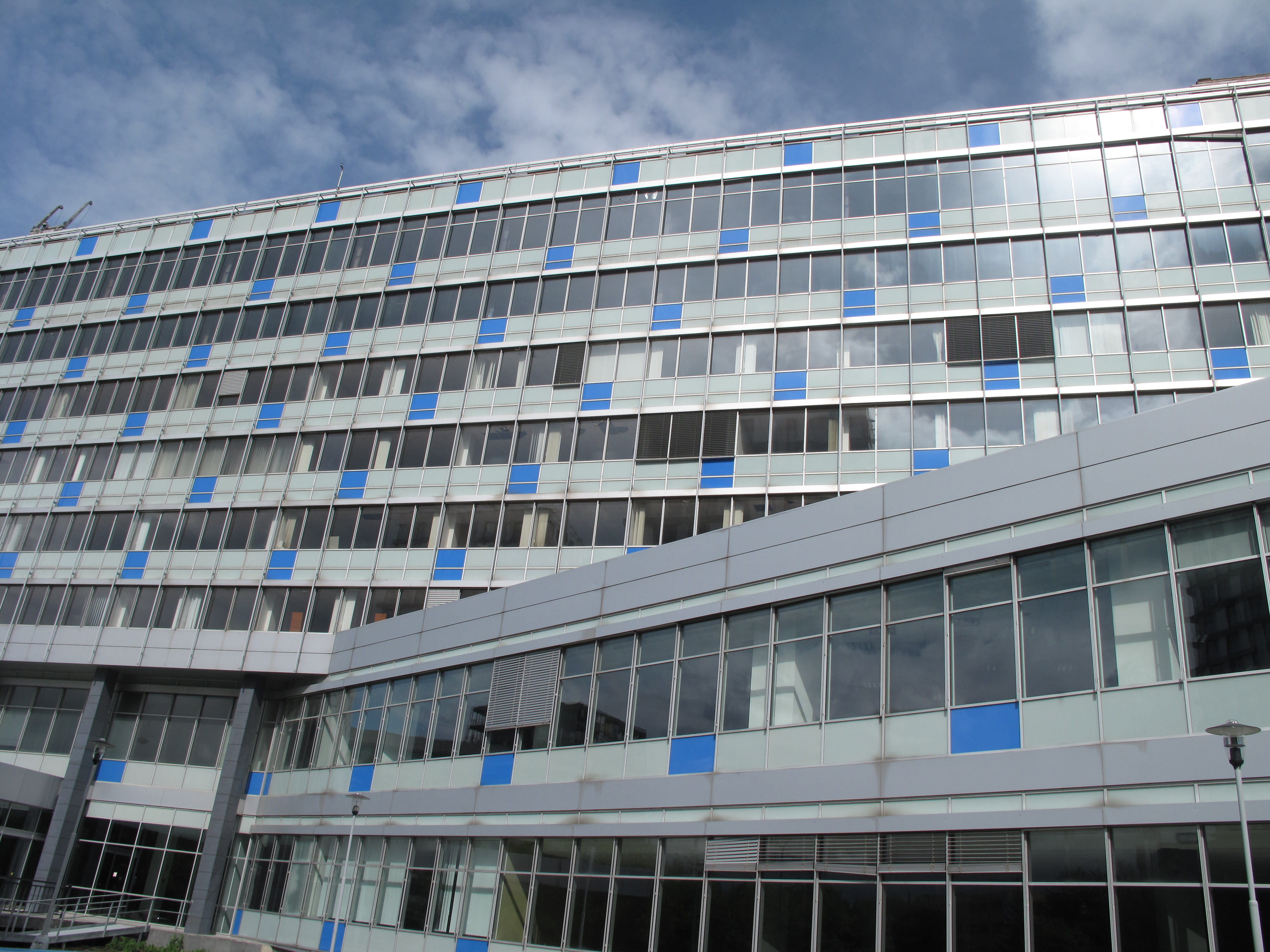
Nově přepláštěná západní část